# Agustín Undurraga

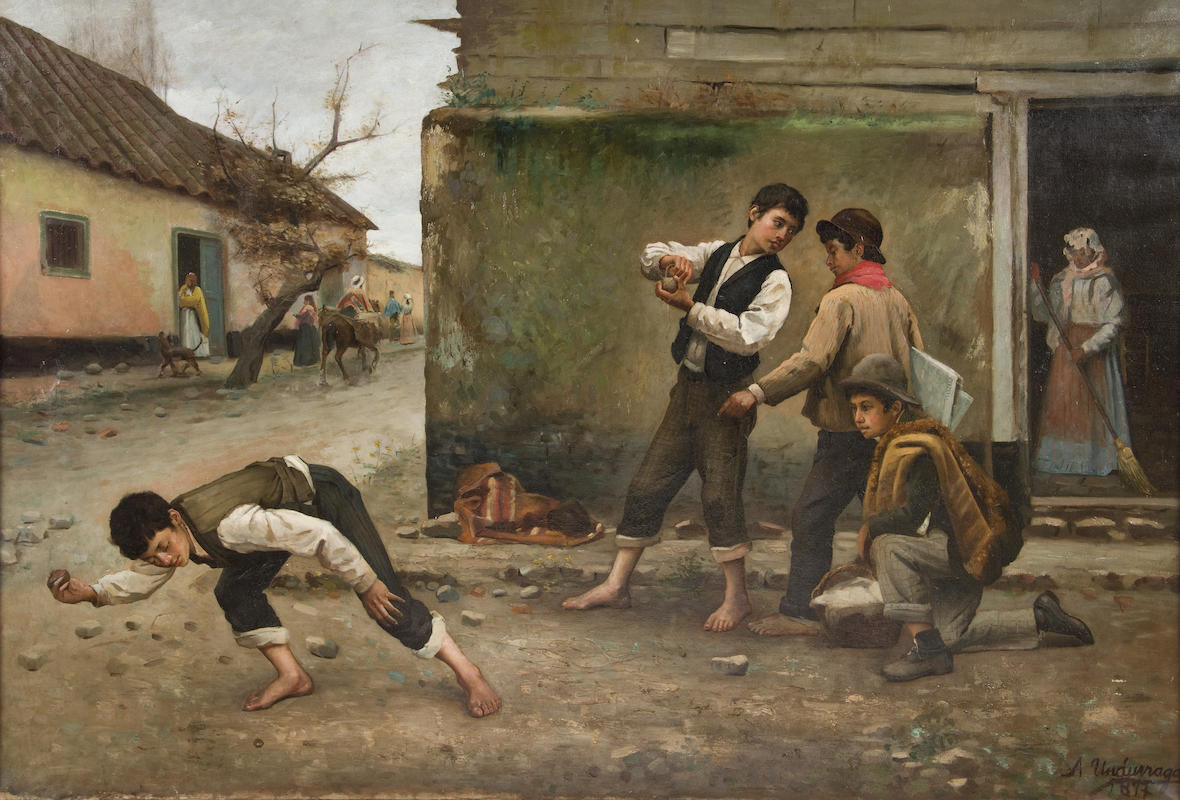
Agustín Undurraga: Spielende Kinder

Agustín Undurraga Undurraga (*  1875; † 1950) war ein chilenischer Maler.
Undurraga studierte an der Escuela de Bellas Artes bei José Mercedes Ortega und Pedro Lira. Mit einem Stipendium der chilenischen Regierung reiste er 1906 nach Europa, um seine Ausbildung zu vervollkommnen. Nach seiner Rückkehr wurde er Professor an der Escuela de Bellas Artes. Für seine Werke wurde er mehrfach mit ehrenden Erwähnungen (1891, 1892, 1894, 1895), einem dritten (1897) und einem zweiten Preis (1900) und dem Preis der Sektion Malerei (1905) beim Salón Oficial in Santiago gewürdigt. Im Besitz des Museo Nacional de Bellas Artes befindet sich das Gemälde El Taller de Enrique Lynch (1924).

## Quelle
- Artistas Visuales Chilenos - Agustín Undurraga

| Personendaten    | Personendaten                |
| ---------------- | ---------------------------- |
| NAME             | Undurraga, Agustín           |
| ALTERNATIVNAMEN  | Undurraga Undurraga, Agustín |
| KURZBESCHREIBUNG | chilenischer Maler           |
| GEBURTSDATUM     | 1875                         |
| STERBEDATUM      | 1950                         |